# FK Şəmkir
Der FK Şəmkir war ein aserbaidschanischer Fußballverein aus Şəmkir, einer Stadt im gleichnamigen Rajon.

## Geschichte
Der FK Şəmkir spielte seit der Saison 1995/96 in der Premyer Liqası, konnte in den ersten beiden Jahren den Abstieg nur knapp vermeiden und schaffte in der Saison 1997/98 den dritten Tabellenrang.
Im folgenden Jahr qualifizierte man sich als Fünfter für die Meisterschaftsendrunde und wurde dort sogar Vizemeister. Im gleichen Jahr stand man in Baku vor zirka 8.000 Zuschauern im Pokalfinale, musste sich jedoch Neftçi Baku nach einem torlosen Unentschieden zu Spielende mit 4:5 im Elfmeterschießen geschlagen geben.
2000 gelang der große Erfolg, als man sich mit elf Punkten Vorsprung erstmals die nationale Meisterschaft holte. Im folgenden Jahr glückte die Titelverteidigung, da das punktgleiche Neftçi Baku das schlechtere Torverhältnis aufwies.
Zwar stand man auch 2002 am Ende der Saison an der Tabellenspitze, die Meisterschaft wird jedoch von der AFFA, dem aserbaidschanischen Verband, nicht anerkannt, da mehrere Klubs gegen Fuad Musayev, den Verbandspräsidenten, revoltierten und die Meisterschaft unabhängig vom Verband auf eigene Rechnung zu Ende spielten. Auch die UEFA hat die Anerkennung verweigert und keinem Klub gestattet, an den internationalen Wettbewerben teilzunehmen. Dennoch stand FK Şəmkir im Pokalfinale, das jedoch abgebrochen wurde, als in der 84. Minute ein Elfmeter gegen den Klub gegeben wurde und daraufhin die Mannschaft den Platz verlassen hatte. Finalgegner Neftçi Baku wurde daraufhin zum Pokalsieger erklärt. Im folgenden Jahr fand wegen der Querelen zwischen Verband und den Vereinen überhaupt keine Meisterschaft statt.
Als die Liga im Sommer 2003 wieder den Spielbetrieb aufnahm, gehörte der Klub wieder zu den teilnehmenden Mannschaften und erreichte am Ende der Saison die Vizemeisterschaft. Am 9. Mai 2004 stand man zudem im Finale des Pokals, konnte ihn aber auch beim dritten Anlauf nicht gewinnen. Wiederum Neftçi Baku holte sich den Titel durch einen 1:0-Erfolg nach Verlängerung. 2004/05 beendete der Klub die Saison nur zwei Punkte vor einem Abstiegsplatz, aufgrund finanzieller Probleme zog sich der Klub jedoch vor der Saison 2005/06 zurück und stellte den Spielbetrieb ein.

## Stadion
Der Verein trägt seine Heimspiele im Sähär-Stadion aus. Dieses Mehrzweckstadion bietet zirka 11.500 Zuschauern Platz.

## Erfolge
- Aserbaidschanische Meisterschaft: 2000, 2001, 20021

1offiziell nicht anerkannt

## Europapokalbilanz
| Saison    | Wettbewerb            | Runde                  | Gegner             | Gesamt | Hin     | Rück          |
| --------- | --------------------- | ---------------------- | ------------------ | ------ | ------- | ------------- |
| 1999/2000 | UEFA-Pokal            | 1. Runde               | Krywbas Krywyj Rih | 0:5    | 0:3 (A) | 0:2 (H)       |
| 2000/01   | UEFA Champions League | 1. Qualifikationsrunde | Skonto Riga        | 5:3    | 1:2 (A) | 4:1 n. V. (H) |
| 2000/01   | UEFA Champions League | 2. Qualifikationsrunde | Slavia Prag        | 1:5    | 0:1 (A) | 1:4 (H)       |
| 2001/02   | UEFA Champions League | 1. Qualifikationsrunde | Barry Town         | 0:3    | 0:2 (A) | 0:1 (H)       |
| 2004/05   | UEFA-Pokal            | 1. Runde               | Olimpi Rustawi     | 1:5    | 0:1 (A) | 1:4 (H)       |

Gesamtbilanz: 10 Spiele, 1 Sieg, 9 Niederlagen, 7:21 Tore (Tordifferenz −14)